# Малинин, Владимир Алексеевич
Владимир Алексеевич Малинин (20 августа 1949, Белая Калитва, Ростовская область — 21 июня 2018, Тверь) — мастер спорта СССР ,советский футболист, нападающий.

## Биография
Воспитанник команд «Горняк» и «Труд» (Белая Калитва). В 1968 году перешёл в калининскую «Волгу», первый матч за команду сыграл 12 апреля 1968 года во второй группе класса «А» против «Кривбасса». Становился лучшим бомбардиром «Волги» в 1969 году (12 голов), 1970 году (11 голов) и 1972 году (17 голов).
В 1973 году перешёл в московский «Локомотив», спустя год в его составе стал победителем турнира первой лиги. В высшей лиге дебютировал 16 апреля 1975 года в игре против «Пахтакора». В сезоне 1975 года не был основным игроком клуба и сыграл только 9 матчей в высшей лиге, по окончании сезона покинул команду. Также стал автором 9 голов в первенстве дублёров высшей лиги. Всего за три сезона в составе «железнодорожников» сыграл 56 матчей и забил 14 голов в первенствах страны, а также 6 матчей и один гол в Кубке СССР.
В 1976 году выступал за смоленскую «Искру».
В 1977 году вернулся в калининскую «Волгу» и выступал за неё до конца 1980 года. Снова стал лучшим бомбардиром команды в сезоне 1977 года (10 голов). Всего за карьеру в составе «Волги» сыграл 299 матчей и забил 86 голов, входит в число лучших игроков клуба за всю историю по обоим показателям (на 2017 год занимает восьмое место по числу матчей и третье — по числу голов).
После завершения карьеры в командах мастеров десять лет выступал на любительском уровне, в том числе в 1990 году — в первенстве КФК за «Спутник» (Кимры).
В 1987—1988 годах входил в тренерский штаб «Волги». Более 10 лет работал в ДЮСШ города Твери. В начале XXI века возглавлял любительский клуб «Ратмир».
Скончался в Твери 21 июня 2018 года.